# Mogoșani
Mogoşani é uma comuna romena localizada no distrito de Dâmboviţa, na região de Muntênia. A comuna possui uma área de 30.92 km² e sua população era de 4366 habitantes segundo o censo de 2007.